# Diecezja Cabanatuan
Diecezja Cabanatuan (łac. Diœcesis Cabanatuanensis) – diecezja rzymskokatolicka na Filipinach, z siedzibą z Cabanatuan. Powstała w 1963 z części terenów diecezji Lingayen-Dagupan i San Fernando.

## Główne świątynie
- Katedra: Katedra św. Mikołaja z Tolentino w Cabanatuan

## Lista biskupów
- Mariano Gaviola y Garcés (1963–1967)
- Vicente Reyes (1967–1983)
- Ciceron Tumbocon (1983–1990)
- Sofio Balce (1990–2004)
- Sofronio Bancud SSS (2004–2024)
- Prudencio Andaya CICM (od 2024)